# Sam Leach
Sam Leach (* 1973 in Adelaide) ist ein australischer Maler.

## Leben und Werk
Leach studierte Wirtschaftswissenschaften und arbeitete 14 Jahre in der australischen Steuerbehörde. Als das Finanzamt ihm die Finanzierung seiner Weiterbildung zum Master of Business verweigerte, entschied sich Leach für ein Vollzeitstudium der Kunst und widmete sich hauptberuflich der Malerei. Er besuchte die RMIT University in Melbourne und schloss dort erst mit einem Diploma of fine art, dann 2004 als Bachelor of Arts (Fine Art) und 2009 als Master of Art ab.
Leach hat eine Vorliebe für die niederländische Gesellschaft und Entwicklung, vor allem in Bezug auf Politik, Wirtschaft und Kultur des 17. Jahrhunderts. Seine Malerei weist Parallelen zur niederländischen Malerei der Renaissance auf, aber mit einem modernen Einschlag. Die Gemälde, die typischerweise die Beziehung zwischen Wissenschaft, Natur und Technologie untersuchen, zeigen häufig tote Tiere als Stillleben. Oft handelt es sich um kleine Werke mit aufwändiger Detailarbeit. Seine Arbeiten sind mit Harz überzogen, das eine reflektierende Barriere bildet und seine Werke isoliert von der Außenwelt versiegelt. Gleichzeitig zieht die Reflexion den Betrachter weiter in den Bildraum hinein.
Sam Leach zeigte seine Arbeiten in zahlreichen Einzelausstellungen in Sydney, Melbourne und Adelaide und war in verschiedenen Gruppenausstellungen im In- und Ausland wie in Hongkong, London, Singapur und Korea vertreten. Leach gewann 2006 den Metro5 Art Award und den Fletcher Jones Prize sowie 2007 den Eutick Memorial Still Life Award. 2010 erhielt er den Archibald Prize für sein Porträt des Komikers, Schauspielers und Musikers Tim Minchin sowie den Wynne Prize for Australian Landscape für sein Landschaftsbild Proposal for landscaped cosmos.

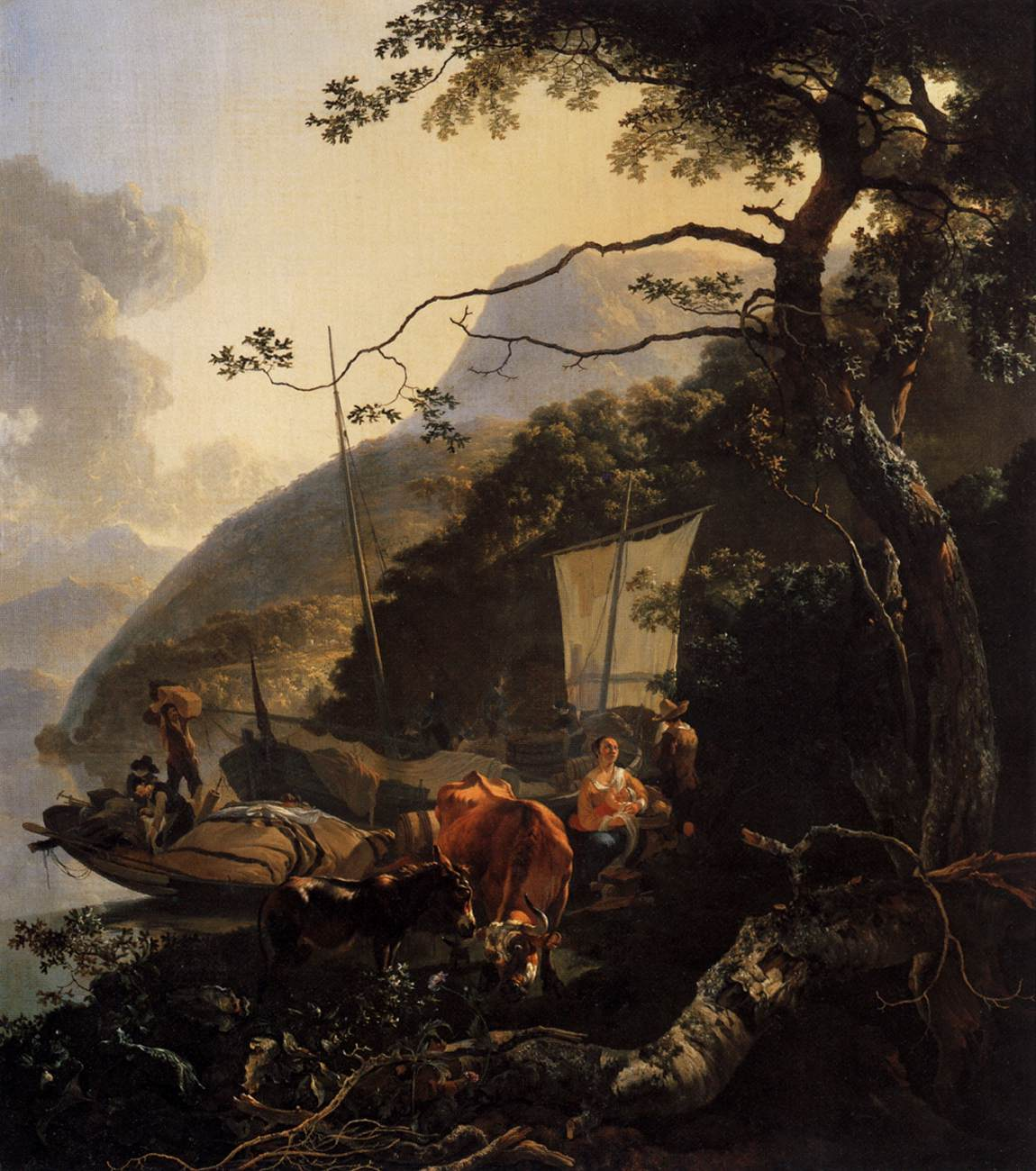
Adam Pijnackers Bootsfahrer mit ihren Booten am Ufer eines italienischen Sees, 1668

Nach der Verleihung des Wynne Prize wurde bekannt, dass die Gestaltung seines Landschaftsbildes sehr nahe an Adam Pijnackers 1668 entstandenem Werk Bootsfahrer mit ihren Booten am Ufer eines italienischen Sees angelehnt war und in weiten Teilen eine Replik darstellte, was Leach auch bestätigte. Es folgte eine kontroverse Diskussion in der australischen Kunstwelt, zum einen mit dem Vorwurf des Plagiats, zum anderen darüber, dass der Preis für Abbildungen typisch australischer Panoramen hier für eine italienische Landschaft vergeben wurde, dazu in einem Malstil, der vielfach als „nicht australisch“ gewertet wurde. Bereits zwei Jahre zuvor hatte ein Selbstporträt von Leach, in dem er sich in einer Uniform aus der Zeit des Nationalsozialismus abgebildet hatte, beim Wettbewerb zum Archibald Prize 2008 hitzige Debatten verursacht.
Leachs Arbeiten sind in Sammlungen der National Portrait Gallery (Canberra), Monash University, der Artbank, der Geelong Art Gallery, der University of Queensland sowie in privaten Sammlungen vertreten.